# Ypsolopha acerella
Ypsolopha acerella là một loài bướm đêm thuộc họ Ypsolophidae. Nó được tìm thấy ở vùng Viễn Đông Nga và Hàn Quốc.
Chiều dài cánh trước là 7.8–8.3 mm.
Ấu trùng ăn Acer ginnala.